# GEONExT
A Geonext (a szerzők jelölésében: {\displaystyle GEONE_{x}T}) egy Javaban írt interaktív mértan szoftver, mely sík- és térmértan modellezésekre használható. A Geonext-et a németországi Bayreuth Egyetem Lehrstuhl für Mathematik und ihre Didaktik szakán fejlesztik, és a GNU General Public License alapján teszik közzé freeware programként.

## Története
A Geonext fejlesztése 1999-ben kezdődött a Geonet szoftver egy változataként.
2007-ben Karlsruhe-ben a Geonext fejlesztői, Carsten Miller és Volker Ulm, elnyerték az eLearning innovation díjat (D-ELINA 2007). A szoftvert több mint 100 000 alkalommal töltötték le.

## Alkalmazása
A Geonext számítógépes sík- és térmértan szemléltetésre, oktatásra alkalmas szoftver. A programot például a székelyudvarhelyi Heuréka Tehetséggondozó Alapítvány matematikai felkészítőin külön tantárgyként oktatják.

## Funkciói
A Geonext lehetőséget ad számos mértani szerkesztésre, például:
- mértani alakzatok rajzolása: pont, szakasz, egyenes, kör, körcikk, sokszög, paralelogramma, vektor stb.
- a rajzolt alakzatok tulajdonságainak beállítása: kitöltési szín, vonalszín, vonalvastagság, vonalstílus, szöveges címkék használata, stb.
- koordináta-rendszer és rácsháló használata a rajzlapon;
- speciális mértani pontok felvétele: felezőpont, metszéspont, merőleges talppont, szimmetria-pont stb.
- merőleges és párhuzamos szakasz/egyenes húzása már meglévő egyenesekhez;
- szögfelező húzása;
- háromszög köré írt kör rajzolása;
- képlettel megadott függvények görbéjének rajzolása;
- távolságok és szögek mérése és a mért értékek megjelenítése;
- futópontok használata, melyek pontok és komplexebb alakzatok automatikus mozgatását teszik lehetővé;
- térbeli testek rajzolása, elforgatása stb.
- alapvető szerkesztési funkciók, például átméretezés, másolás, mozgatás;
- alakzatok csoportosítása a későbbi együttes kezelés céljából;
- a szerkesztés lépéseinek visszavonása vagy automatizált újra lejátszása;
- a rajzdokumentumok elmentése fájlként, illetve ezek megnyitása.

A Geonext fontos tulajdonsága, hogy a megszerkesztett mértani alakzatok közötti összefüggések a rajzolás után is megmaradnak: ha például elmozdítjuk egy szög egyik szárát, akkor a szárral párhuzamos egyenesek is elmozdulnak a rajzlapon, vagy a szög szögfelezője is megváltoztatja a helyzetét.

## Használt formátum
A szoftver fejlesztői a Geonexttel készített rajzdokumentumok elmentésére egy saját fájlformátumot dolgoztak ki, a GXT-t. A mentés nyomán létrejövő gxt kiterjesztésű fájlok kódolva tartalmazzák a rajzlap alakzatait, ezek koordinátáit, illetve a rajzoláskor megadott matematikai összefüggéseket (pl. párhuzamosság, merőlegesség).

## Külső hivatkozások
- Hivatalos honlap